# Wang Yidi
Det här är en artikel om en person med kinesiskt personnamn; Wang är familjenamnet.
Wang Yidi (kinesiska: 王艺迪), född 14 februari 1997 är en kinesisk bordtennisspelare. Hon vann brons i singel vid världsmästerskapen i bordtennis 2021. Hon har som bäst varit rankad 2:a. Vid sommaruniversiaden 2019 vann hon guld i singel, dubbel, mixed dubbel och lag.